# Człowiek z M-3
Człowiek z M-3 – polski film komediowy z 1968 roku w reżyserii Leona Jeannota.
Film o problemach mieszkaniowych warszawiaków w czasach PRL-u. Sceny plenerowe kręcono w Warszawie (m.in. okolice rotundy PKO, Łazienki Królewskie, Plac Teatralny, Plac Trzech Krzyży).
Premiera odbyła się w poczwórnym pokazie z animacjami Kompozytor i muza produkcji Studia Miniatur Filmowych z 1968 roku i „Moja pierwsza podróż” z serii Nasz dziadzio z 1967 roku oraz czechosłowackim dokumencie Dziewczyna produkcji Studio dokumentárního filmu Praha z 1966 roku.

## Fabuła
Tomasz Piechocki – młody, roztargniony lekarz ortopeda ma szansę otrzymania własnego mieszkania (M-3) w Warszawie. Problem w tym, że należy się ono tylko mężczyznom żonatym. Aby otrzymać wymarzone mieszkanie, musi ożenić się w ciągu 30 dni. Rozpoczyna więc gorączkowe poszukiwanie odpowiedniej narzeczonej. Niestety, kolejne trzy kandydatki są nieodpowiednie. Zdesperowany, by otrzymać zaświadczenie do spółdzielni mieszkaniowej, w końcu decyduje się na ślub z rozwodem z koleżanką z pracy. Do ceremonii nie dochodzi, gdyż doktor zacina się w windzie. W ostatniej chwili okazuje się, że miłość była na wyciągnięcie ręki, w szpitalnym oddziale doktora. Co prawda przydział mieszkania okazuje się pomyłką, jednak mając ukochaną lekarz może poczekać na kolejny przydział.

## Obsada
- Czesław Wołłejko – narrator
- Bogumił Kobiela – dr Tomasz Piechocki, ortopeda
- Iga Mayr – Piechocka, matka Tomasza
- Krzysztof Litwin – dr Henryk Milewski, przyjaciel Piechockiego
- Bogdan Łysakowski – dr Mietek, przyjaciel Piechockiego
- Alicja Wyszyńska – dr Joanna, koleżanka Piechockiego
- Andrzej Szalawski – prof., kierownik kliniki Piechockiego, ojciec Agnieszki
- Maja Wodecka – Agnieszka
- Barbara Modelska – farmaceutka Kasia
- Ewa Szykulska – Marta
- Wanda Żejmo-Naczaj – Basia Lasoń
- Tadeusz Kondrat – krawiec Edward Zocha
- Alfred Łodziński – Łukaszczyk, urzędnik USC
- Jerzy Duszyński – urzędnik USC
- Bogdan Niewinowski – taksówkarz
- Wojciech Rajewski – urzędnik spółdzielni mieszkaniowej
- Wojciech Pokora – milicjant w Łazienkach
- Elżbieta Borkowska – tenisistka, partnerka Marty
- Ryszard Pietruski – agent PZU